# 후안 카를로스 프레스나디요
후안 카를로스 프레스나디요(스페인어: Juan Carlos Fresnadillo, 1967년 12월 5일~)는 아카데미 상 후보자인 스페인 영화 감독, 각본가, 제작자이다. 그는 인택토와 대니 보일의 28일 후의 속편인 28주 후를 감독했다.

## 작품 리스트

### 감독 및 각본
- 1996년 - 에스포사도스(Esposados)
- 2001년 - 인택토
- 2007년 - 28주 후

### 감독
- 2002년 - 사이코택시(Psicotaxi)
- 2010년 - 웬즈데이(Wednesday, 제작 전)
- 2010년 - 바이오쇼크(제작 전)

### 제작
- 1991년 - El juicio final(제작 보조)
- 1996년 - 에스포사도스(Esposados)